# Amfibisch brugslagvaartuig M3

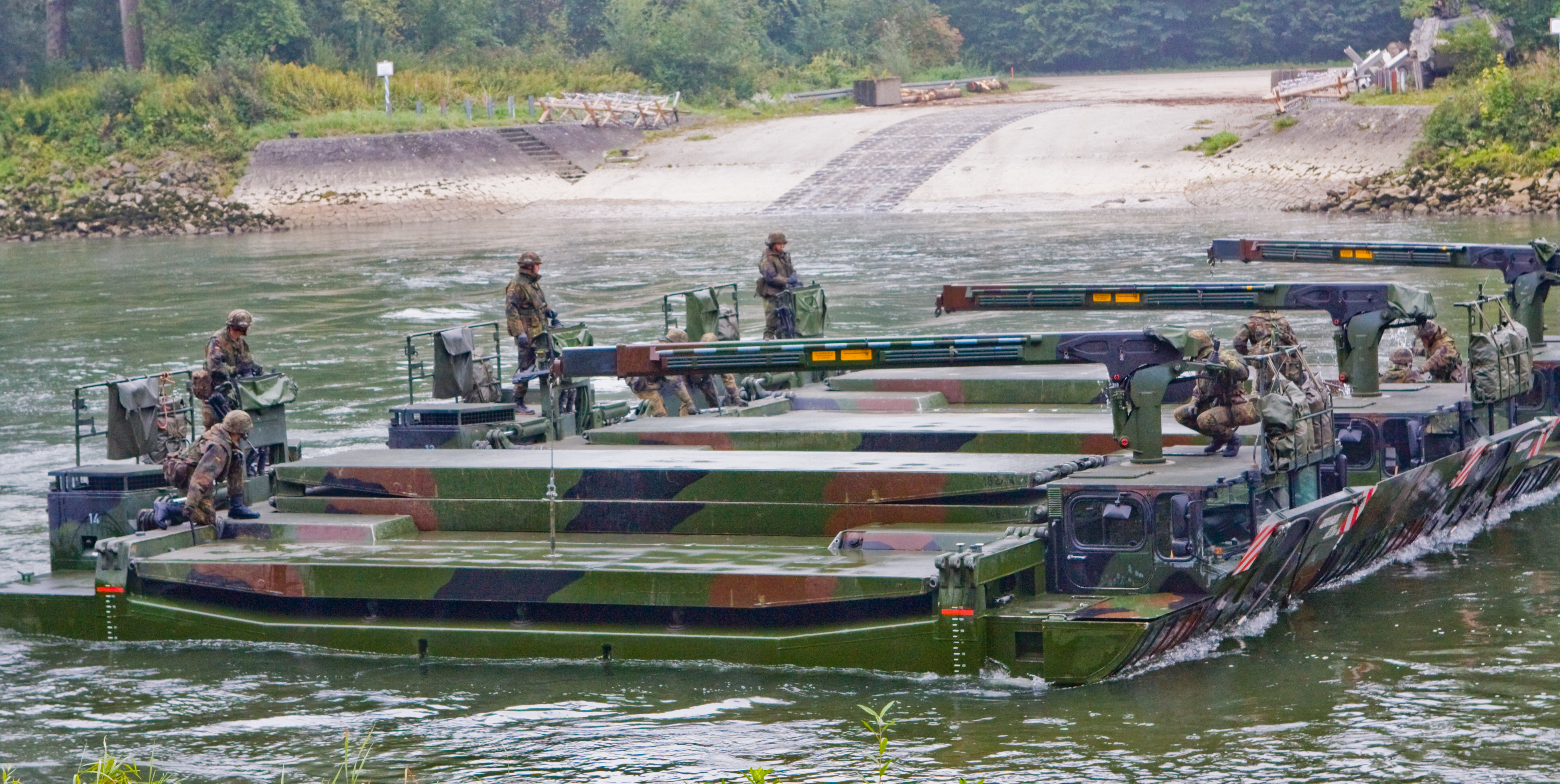
3 M3’s smalgekoppeld op de Donau

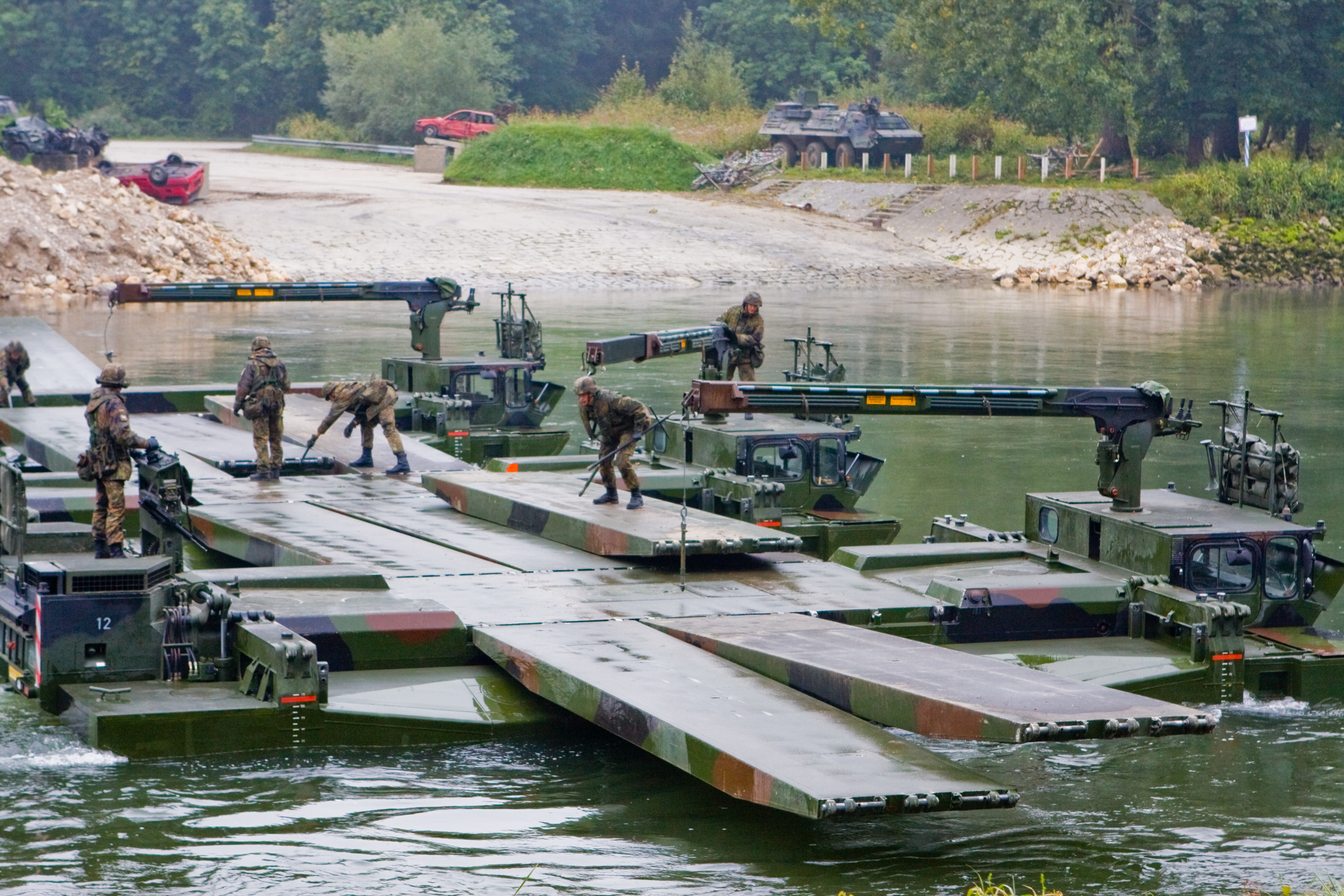
3 M3’s breedgekoppeld

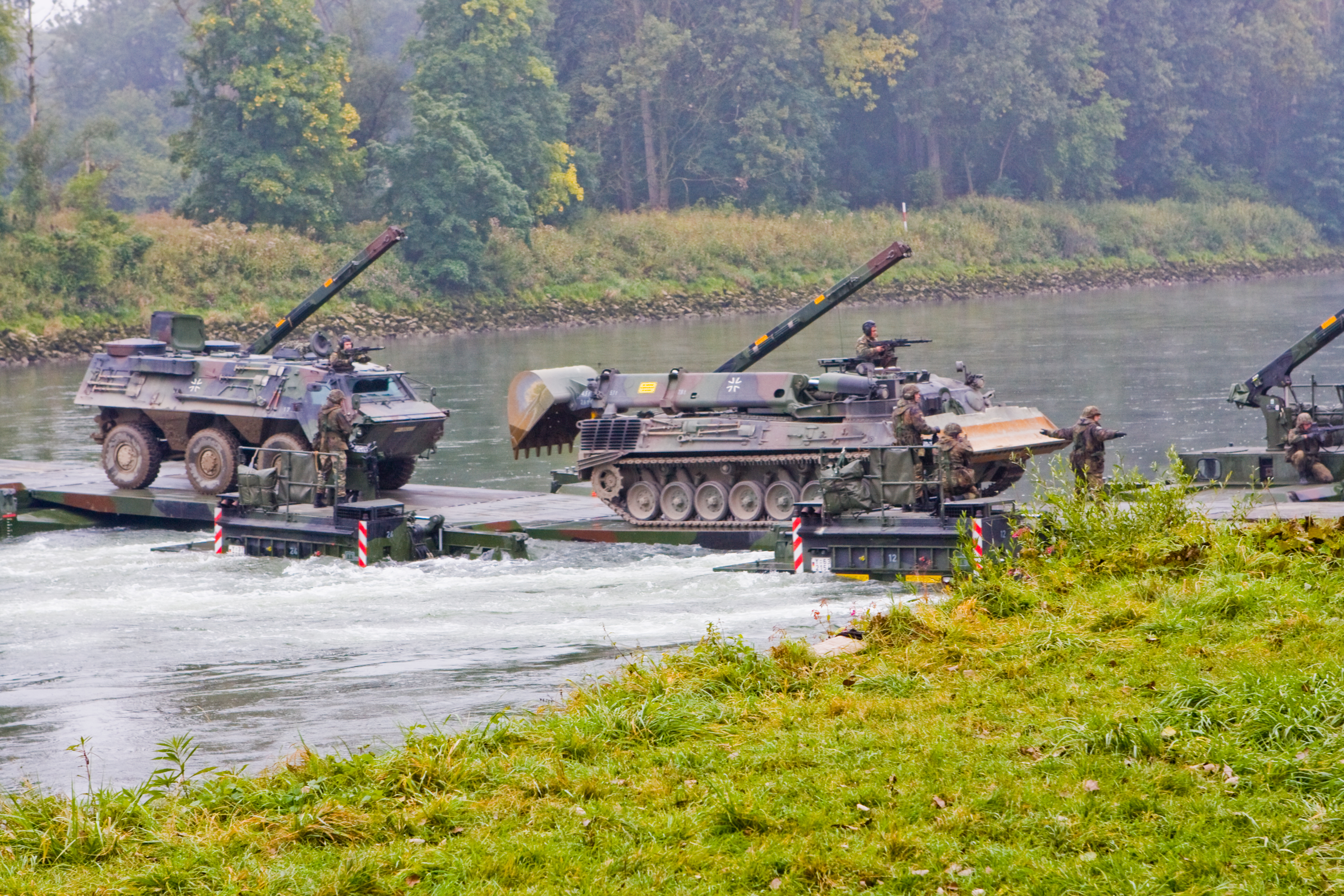
M3 brug

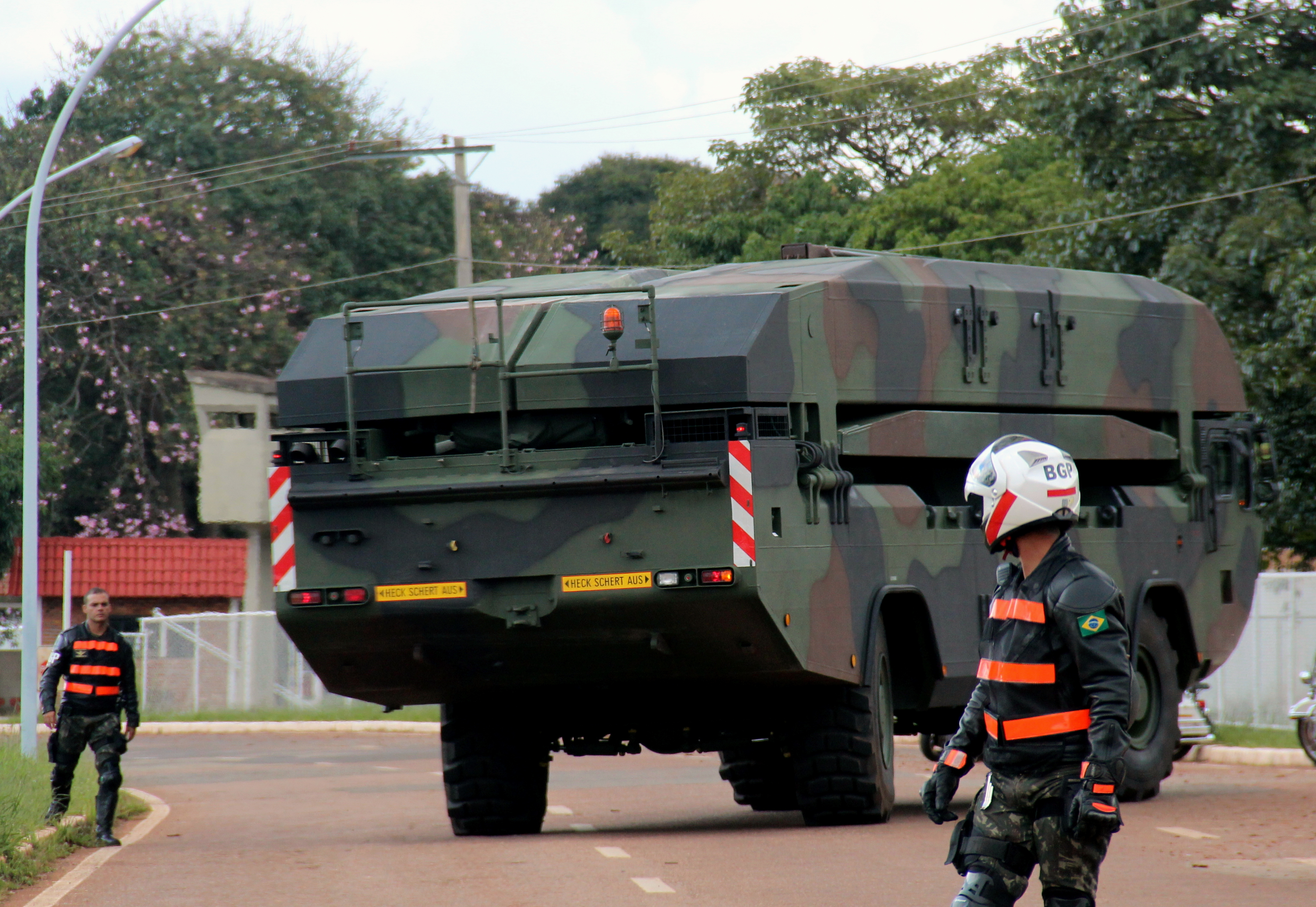
Braziliaanse M3

Het amfibisch brugslagvaartuig M3 is een Duits militair 4-wielig amfibievoertuig met all-wheel drive (AWD) (Allradantrieb) en all-wheel steering (AWS) (Allradlenkung). Het wordt onder andere gebruikt door de Duitse Bundeswehr en door de strijdkrachten van Groot-Brittannië. Het brugslagvaartuig is ongepantserd en onbewapend.
De officiële Britse naam is: M3 Amphibious Bridging Vehicle ook wel verkort tot M3 Amphibious Rig en de officiële Duitse naam is Amphibische Brücken- und Fährenfahrzeug M3, maar het voertuig wordt gewoonlijk „Amfibie“ genoemd. De M3 werd door de Britse strijdkrachten ingezet tijdens de Irakoorlog (2003-2011).

## Geschiedenis
Vanaf 1955 ontwikkelde en bouwde het Duitse bedrijf Eisenwerke Kaiserslautern (EWK),:p306 (tegenwoordig General Dynamics European Land Systems (GDELS)) het Franse amfibische Gillois brugslagvaartuig. Begin jaren ‘60 werd deze doorontwikkeld tot het amfibisch brugslagvaartuig M2 „Alligator“, dat uitgerust was met neerklapbare aluminium zijdrijvers.
Er werden van 1967 tot 1970 in totaal 235 M2’s geproduceerd, die werden gebruikt door de krijgsmachten van West-Duitsland, het Verenigd Koninkrijk en Singapore.
De ontwikkeling van de M3 begon in 1984 en werd in 1992 voltooid na uitgebreide beproevingen door het Bundesamt für Wehrtechnik und Beschaffung en haar Wehrtechnischen Dienststellen (WTD) (beproevingsafdelingen) WTD 41 in Trier (rijproeven) en WTD 51 in Koblenz (vaarproeven). Vanaf 1996 vervingen Duitsland, het Verenigd Koninkrijk en Singapore hun M2’s door de M3.

## Beschrijving
De M3 is de opvolger van de M2 Alligator en wordt evenals de M2 gebruikt om snel (theoretisch) oneindig lange tijdelijke pontonbruggen te bouwen of snel een veer of vlot (afzonderlijk of gekoppeld) te bouwen, waarmee voertuigen waterwegen kunnen oversteken die niet op een andere manier kunnen worden overgestoken. De M3 kan niet ingezet worden onder direct vijandelijk vuur, omdat de voertuigen ongepantserd zijn, en kwetsbaar voor vijandelijk vuur.
De M3 heeft een bemanning van 3 personen, waar de M2 nog 4 man had.
Afhankelijk van de benodigde ruimte kan een dubbel of driedubbel veer of vlot dicht- of ruimgekoppeld worden (de: eng- oder weitgekuppelt). In het eerste geval worden de rijplaten tussen de rompen evenwijdig aan het vaartuig geplaatst, in het tweede geval komen ze loodrecht op de vaartuigas te liggen, van boord tot boord. Extra rijplaten worden op aanhangers meegevoerd.
Er kunnen maximaal zes M3’s gekoppeld worden om als veer of vlot te fungeren. Bij een meervoudig veer of vlot treedt een van de voertuigcommandanten op als veer- of vlotcommandant.
Een 100 meter lange pontonbrug met draagvermogen MLC 60 voor wielvoertuigen en MLC 70 voor rupsvoertuigen bij tweerichtingverkeer, en MLC 76 voor rupsvoertuigen MLC 100 voor wielvoertuigen bij eenrichtingsverkeer. kan met acht M3’s en 24 militairen in ±30 minuten worden voltooid. Met de nieuwste versie zijn nog minder tijd en minder mensen nodig. Met de M2 kostte het 60-90 minuten, 11 M2’s en 44 man.:p309
De M3 is interoperabel met andere brugsystemen zoals de vouwbrug FSB/SRB en de vouwbrug IRB die o.a. door de Amerikaanse, Duitse en Nederlandse strijdkrachten worden gebruikt.
De M3 kann op eigen kracht stroomsnelheden tot 2,6 m/s (9,4 km/u, 5 kn) compenseren. Daarboven, tot maximaal 3,5 m/s (12,6 km/u, 6,8 kn), moeten ankers worden gebruikt. Dat kann met de ankers aan boord (1 per voertuig) en/of vanaf de wal (ter illustratie: de stroomsnelheid van Nederlandse rivieren ligt ongeveer tussen 0,5 m/s (1,8 km/u, 1,0 kn) en 1,5 m/s (5,4 km/u, 2,9 kn).
Per uur kunnen er ongeveer 200 voertuigen (bv.. een versterkt bataljon) een M3-brug oversteken.

## Technische beschrijving

### Romp en zijdrijvers
De M3 bestaat uit een gelast aluminium romp en twee half zo brede gelaste aluminium uitklapbare zijdrijvers die er scharnierend aan bevestigd zijn. Om over de weg te rijden worden de zijdrijvers met hydraulische cilinders omhooggeklapt zodat ze met de bovenzijde omlaag bovenop de romp liggen.
In de romp bevinden zich de cabine en de voortstuwingssystemen voor gebruik op land en in het water. Op de romp bevindt zich achter de cabine de kraan,
Het voertuig wordt zowel op het land als op het water in dezelfde richting bestuurd (in tegenstelling tot de M2, waar de chauffeurscabine bij waterverplaatsingen de achtersteven vormt). De voorruit wordt beschermd door een boeggolfkeerplaat (Schwallblech) die bij het varen hydraulisch omhoog gezet wordt. In het cabinedak bevinden zich twee vierkante noodluiken.
Bovenop het voertuig is aan de achterzijde de roergangerspositie met een neerklapbare stuurstand met bedieningsinstrumenten, waaronder een joystick om het vaartuig te besturen.
Boordkraan
In het midden van de achterwand van de cabine bevindt zich een zwenkbare hydraulische Atlas-Weyhausen boordkraan, waarmee de oprijplaten worden geplaatst of verwijderd. Bij een lengte van 4,97 m heeft de kraan een hijscapaciteit van 2050 kg Maximaal uitgeschoven tot 8,73 m is de hijscapaciteit 1100 kg.
De kraan kan 160° zwenken: 92° naar stuurboord en 68° naar bakboord. De hijshoek is 0 bis 32°
Rijplaten
De M3 voert drie gelaste, drijvende, holle aluminium rijplaten (Rampenplatten) mee, 1 op de romp en 1 op iedere zijdrijver. Elke rijplaat is 8,45 m lang en 1,56 m breed, en weegt 1100 kg.rijplaten. Om de rijplaten te gebruiken worden ze met de hydraulische boordkraan uit hun ligplaats getild, 90° gedraaid en scharnierend aan de zijrand van de romp vastgehaakt en met bouten vergrendeld. Aan iedere zijkant kunnen drie rijplaten bevestigd worden, onder elke positie bevindt zich in de zijdrijver een plunjer, een hydraulische cilinder waarmee de rijplaten omhoog en omlaag kunnen worden gebracht. De rijplaten dienen als brugdek, om verschillende M3’s te koppelen, of als op- en afrit.

### Aandrijving
Het voertuig is voorzien van een luchtgekoelde Klöckner-Humboldt-Deutz KHD BF8L513LC achtcilinder V 90° viertakt turbodieselmotor met directe inspuiting. De motor is geschikt voor verschillende brandstofsoorten (‘multifuel’). Hij heeft een inhoud van 13744 cm³ (13,7 liter)en een vermogen van 252 kW (343 pk) bei 2100/min.
Voor de aandrijving in het water beschikt de M3 over twee hydraulisch bestuurbare en 360° draaibare Schottel SPJ 55M waterjetaandrijvingen (de: Wasserstrahlantrieb, en: pump-jet) in de romp. Eén voor de vooras in de boeg, de andere achter de achteras in de achtersteven. De waterjets worden aangedreven door de motor met een ingangstoerental van 2.311 tpm.
Wielen en banden
De M3 is voorzien van permanente vierwielaandrijving en vierwielbesturing. Hierdoor is het voertuig wendbaarder dan soortgelijke voertuigen met meer wielen. Te water worden de wielen hydraulisch geheel ingetrokken in de wielkasten om de diepgang en de weerstand in het water te verminderen.
Door de intrekbare wielen is de M3 per spoor te transporteren, en ook in (grote) transportvliegtuigen zoals de C-5 Galaxy en C-17 Globemaster.
De vier extra brede 23.5 R 25 XL-banden zorgen ervoor dat de M3 niet wegzakt in natte grond. De bandenspanning van de kan met behulp van een centraal bandenspanningssysteem (CTIS) worden aangepast voor gebruik op de weg of off-road. Door verlaging van de bandenspanning - voor korte afstand en bij beperkte snelheid – kan de grip in het terrein verhoogd worden, en de bodemdruk verlaagd.
Overige voorzieningen
De M3 beschikt over een lensinstallatie die bestaat uit elektrisch aangedreven lenspompen, en over een brandblusinstallatie.

## Varianten

### M3G
M3G is een verbeterde versie met een ballistisch beschermde cabine. Hij beschikt ook over een CBRN- beschermingssysteem voor de bemanning en een ‘Tropical Kit’ voor gebruik in warme kilmaten. De M3G wordt gebruikt in Singapore en Taiwan.

### M3K
De M3K is een variant die besteld is door de Zuid-Koreaanse krijgsmacht als het nieuwe „Korean Amphibious Bridging Vehicle“ (KABV).

In september 2020 werd bekend gemaakt dat de M3K van GDELS en Hanwha de voorkeur kreeg boven de Otter AAAB van het Turkse FNSS en Hyundai Rotem.

De opdracht ter waarde van 500 mld won (362 M€ of 426 M$(in sep 2020)) betreft 110 M3K’s, te leveren van 2024 t/m 2027. De M3K’s zullen in licentie gebouwd door het Zuid-Koreaanse bedrijf Hanwha Defense dat ook de K9 pantserhouwitser produceert.

### Amfibiebro 400
De Amfibiebro 400 is een variant die besteld is door de Zweedse krijgsmacht (Försvarsmakten). De Amfibiebro 400 is voorzien van een 'Arctic Kit', waarmee hij in zeer koude klimaten kan worden gebruikt. Deze nieuwste versie is verder geautomatiseerd waardoor hij met 2 man bediend kan worden.

## Bediening
De bemanning van de M3 bestaat uit drie militairen:
- voertuigcommandant, tevens roerganger (schipper) (sergeant (Unteroffizier, OR5) met vaarbewijs (de: Betriebsberechtigungsschein (BBS)) en rijbewijs C)
- chauffeur, tevens kraanmachinist (korporaal (Hauptgefreiter, OR3))
- 1 dekknecht (soldaat (Soldat, OR1))

Voor het omschakelen van rijden naar varen zijn weinig voorbereidingen nodig. Bij het rijden liggen de twee zijdrijvers die scharnierend aan de romp zijn gemonteerd bovenop de romp. The M3 has a number of advantages over similar vehicles. It can deploy pontoons on the move, in or out of water.
It needs no on-site preparation to enter the water.
It can be controlled from inside the cab when ‘swimming’
Its control functions have been automated allowing the crew to be reduced to three. Voor het varen worden ze hydraulisch neergeklappt en vergrendeld. Als daar op het land niet voldoende ruimte voor is kan het ook op het water gedaan worden.
Om de diepgang te verminderen, worden de wielen bij het varen voor 90% in het romp getrokken. De twee waterstraalvoortstuwingssystemen zijn op de boeg en achtersteven ondergebracht, waardoor vaarbewegingen in alle richtingen mogelijk zijn (ook dwars varen).
De minimale waterdiepte is 1,20 m en de maximale prestaties op het gebied van snelheid en wendbaarheid kunnen worden behaald vanaf een waterdiepte van minimaal 3,5 m.
Veer en vlot
Eén enkele M3 of meerdere aan elkaar gekoppelde M3’s kunnen als veer of vlot ingezet worden. M3’s kunnen smal (voertuig aan voertuig) of breed (met rijplaten tussen voertuigen) gekoppeld worden, afhankelijk van behoefte of omstandigheden. Door meerdere M3’s te koppelen kunnen ook de belangrijkste (en zwaarste) gevechtstanks worden vervoerd, zoals de Leopard 2A6, Challenger 2, Leclerc of M1A2 Abrams die allemaal tussen de 60 en70 ton wegen, en ook bv. de Flakpanzer Gepard (MLC 52), Pantserhouwitser PzH 2000 (MLC 60) Leopard 2 bergingstank Buffel (MLC 60) en Leopard 2 bruglegger Leguan (MLC 70). Het draagvermogen van een vlot of veer is afhankelijk van de configuratie:
- Enkele M3: 16 ton (t) (wiel & rups)
- 2 Gekoppelde M3’s: 60 t (wielvoertuigen); MLC 70 rupsvoertuigen
- 3 breedgekoppelde M3’s: 60 t (wielvoertuigen); MLC 1x70 of 2x60 rupsvoertuigen
- 3 smalgekoppelde M3’s: 100 t (wiel & rups)
- 4 gekoppelde M3’s: 2x60 t (wielvoertuigen); MLC 2x70 rupsvoertuigen[3]

A single two-bay M3 can carry a Class 70 tracked vehicle, where two M2s would have been required for this task with additional buoyancy bags.
Brug
Bij gebruik als pontonbrug worden de M3’s breed gekoppeld en is de bruglengte (theoretisch) onbeperkt. Het draagvermogen van de brug is afhankelijk van het gebruik:
- éénrichtingsverkeer: MLC 50 (wiel), MLC 60 (rups)[5]
- tweerichtingsverkeer MLC 60 (wiel), MLC 70 (rups)[3][5]

Aanvullend materieel
Iedere M3 compagnie beschikt over extra rijplaten, een pakket gereedschap, reservewielen, katrollen en draadtakels, middelen om aan land te verankeren en bergingsmaterieel (Bergeachse?Schleppachse/Reboque/reddingsas) om een defect voertuig te bergen. Dit wordt vervoerd op vrachtwagens en aanhangers.

## Operationele inzet
De M3 werd voor het eerst bij gevechtsoperaties ingezet door de Britse strijdkrachten als onderdeel van „Operation Telic”, het Britse deel van Operatie Iraqi Freedom. Vanaf 25 maart 2003 zetten M3’s van 412 Amph Engr Tp (V) van 23 Amph Engr Sqn (28 Engr Regt RE) onderdelen van de 3 Commando Brigade over de Sjatt al-Arab tijdens hun opmars naar Basra. Ook werden er in de buurt van de Rumaila-olievelden o.a. drie AS-90 pantserhouwitser overgezet, die de 16 Air Assault Brigade ondersteunden.

## Gebruikers

### Duitsland
In augustus 1994 werden 30 M3’s besteld, die van 1996 t/m 1999 aan de eenheden afgeleverd werden. Als gevolg van de herstructurering van de Bundeswehr was het aantal M3’s aanzienlijk minder dan de 114 M2’s die ze vervingen. Tot 1996 waren er 3 bataljons (130, 230 en 330 PiBrBtl) met elk 36 M2’s. Na de reorganisatie waren er slechts 2 compagnies (Amphibische Pionierkompanie (AmphPiKp) ) met elk 15 M3’s, die waren ingedeeld bij het sPiBtl 140 in Emmerik. Na de reorganisatie van die eenheid in 2002 werden beide AmphPiKp’s ondergebracht bij het sPiBtl 130 in Minden.
Kleur
De Duitse M3’s zijn gespoten in het driekleurenvlekkenpatroon (Dreifarb-Tarnanstrich) (in de standaard-NAVO-camouflagekleuren teerzwart, mosgroen, bronsbruin). dat de Bundeswehr voor haar voertuigen vanaf 1984 invoerde.

### Verenigd Koninkrijk
Tot 1992 beschikte Britse 28 Amphibious Engineer Regiment in Bindon Barracks (Scharnhorst Kaserne) in Hamelen (D) over 23 en 64:p308 Amphibious Engineer Squadron (Amph Engr Sqn met elk 30 M2’s verdeeld over twee pelotons en 71 Amph Engr Sqn (HQ and Training) met 15 M2’s.
In 1992 werd het regiment gereorganiseerd tot 28 Engineer Regiment, waarbij 64 Sqn gereorganiseerd en hernoemd werd tot 64 HQ Sqn en 71 Amph Engr Sqn (HQ and Training) werd opgeheven (in 1993).
De M2’s van 23 Amph Engr Sqn, sinds 1992 de enige Britse eenheid met M2’s, werden eind jaren ’90 vervangen door 38 M3’s.:p309, In 1999 verhuisde 28 Engr Regt naar de 800 m verderop gelegen Gordon Barracks (Linsingen Kaserne) in Hamelen.
Tot 2014 bestond 23 Amph Engr Sqn uit een compagniesstaf (headquarters section), één paraat peloton (troop) en één reserve-peloton (412 Amph Engr Tp (TA) ). De compagniesstaf beschikt onder andere over 2 FV701 Ferret pantservoertuigen voor verkenningen. Ieder peloton bestond uit 3 secties (sections) met elk 8 M3’s Daarnaast beschikte de Britse krijgsmacht nog over een tweede reservistenpeloton: 410 Amph Engr Tp (TA) in Warrington.
In 2014 werden 28 Engr Regt en 64 HQ & Support Sqn opgeheven en werd 23 Amph Engr Sqn gereorganiseerd en hernoemd tot 23 Amphibious Engineer Troop (23 Amph Engr Tp).
Operationele inzet
De M3 werd door de Britse strijdkrachten ingezet tijdens de Irakoorlog (2003-2011).
Kleur
Britse M3’s zijn uitgevoerd in het effen legergroen.

### Binationaal Duits-Engels amfibisch bataljon
In 2015 verhuisde het Britse 23 Amph Engr Sqn naar de Herzog-von-Braunschweig-Kaserne in Minden, waar ook beide Duitse M3 compagnies van Panzerpionierbataillon 130 gelegerd zijn.
Op 1 oktober 2021 werden de Britse eenheid opgenomen in het Duitse bataljon, dat omgevormd werd tot het German-British Amphibious Engineer Battalion 130 (GE/BR Amph Engr Bn 130)/Deutsch/Britische Pionierbrückenbataillon 130 (DEU/GBR PiBrBtl 130)
Het binationale bataljon bestaat uit drie amfibische brugcompagnieën – twee Duitse en een Britse – met de M3, een (Duitse) vouwbrugcompagnie met de Vouwbrug FSB.

### Gebruikersoverzicht
- Brazilië – onbekend aantal sinds 2013 in gebruik als Ponte Anfíbia Flutuante M3. Onder andere bij het 3º Batalhão de Engenharia de Combate (3e Bataljon Gevechtspioniers)[57]
- Duitsland – 30 M3’s sinds 1996
- Indonesië– onbekend aantal[58][59]
- Singapore – onbekend aantal M3G’s
- Letland – besteld in 2021.[11][60]
- Taiwan – onbekend aantal M3G’s
- Verenigd Koninkrijk – 38 M3’s sinds 1999
- El Salvador – 12 Amfibiebro 400‘s, te leveren in 2024. Optie voor meer.[22][11][27][28][noot 6]
- Zuid-Korea – 110 M3K’s, te leveren van 2024 t/m 2027. In licentie gebouwd door Hanwha Defense[25][26]

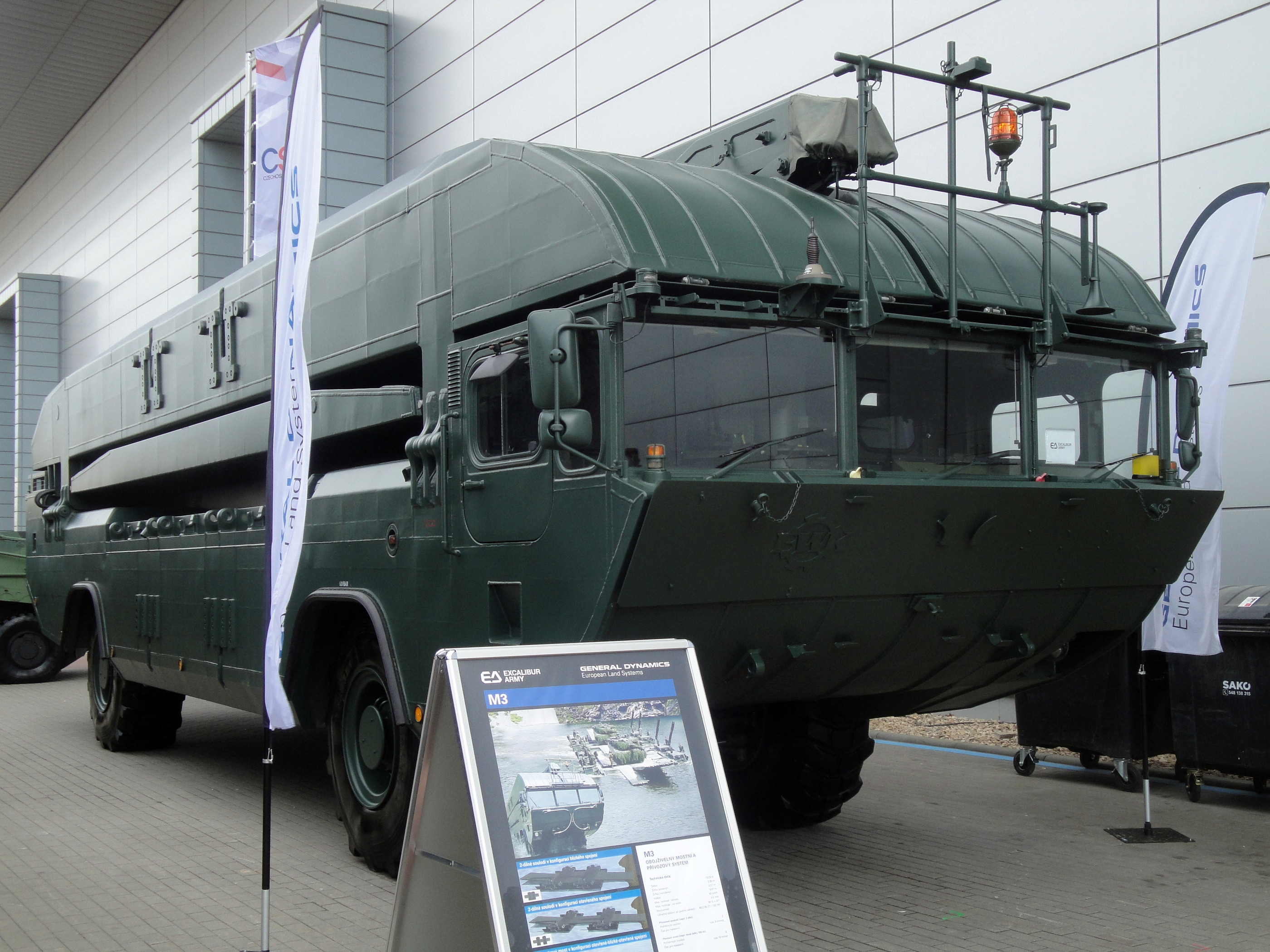
M3 op de IDET 2019 beurs in Brno
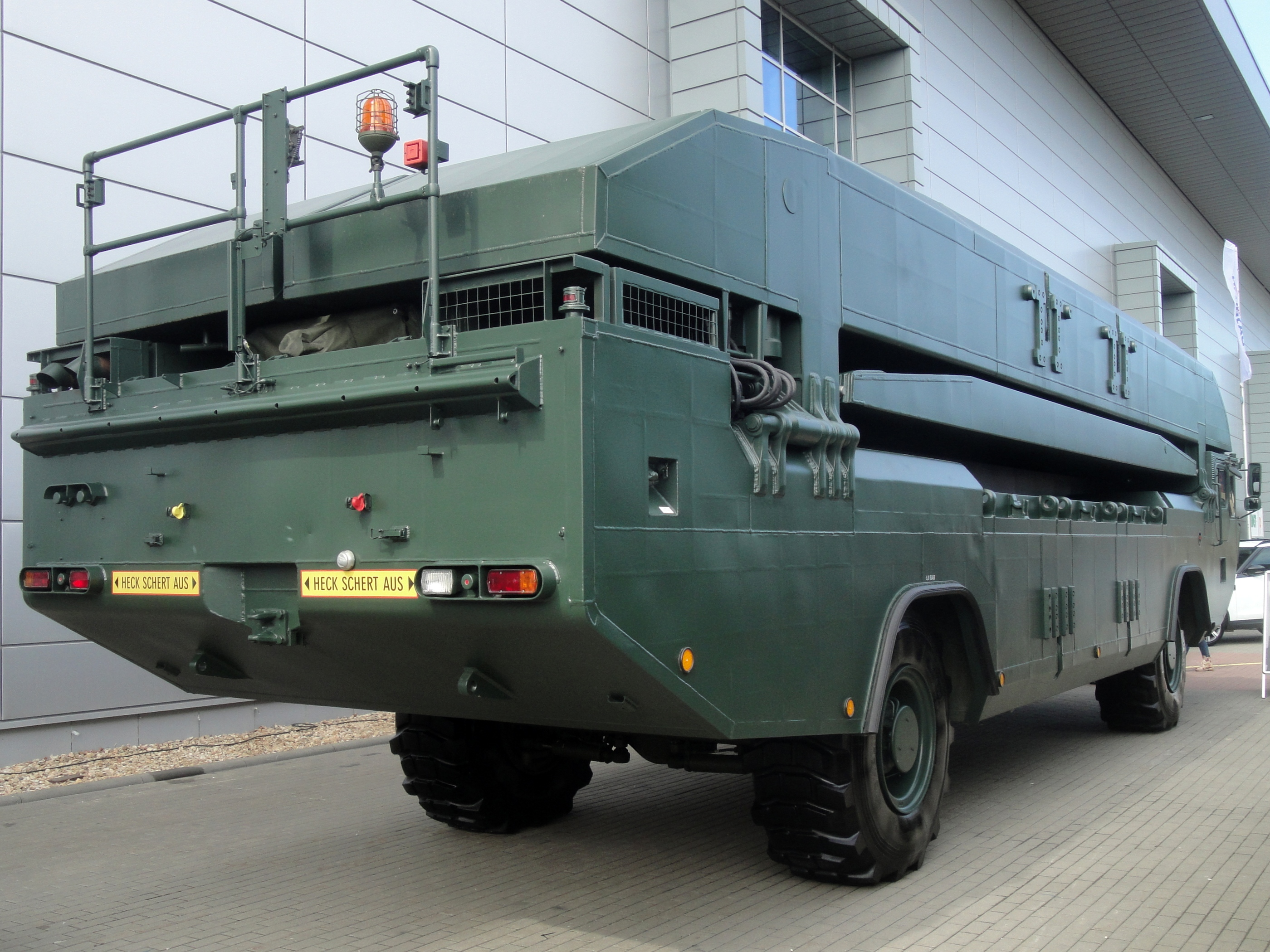
Achteraanzicht van een M3
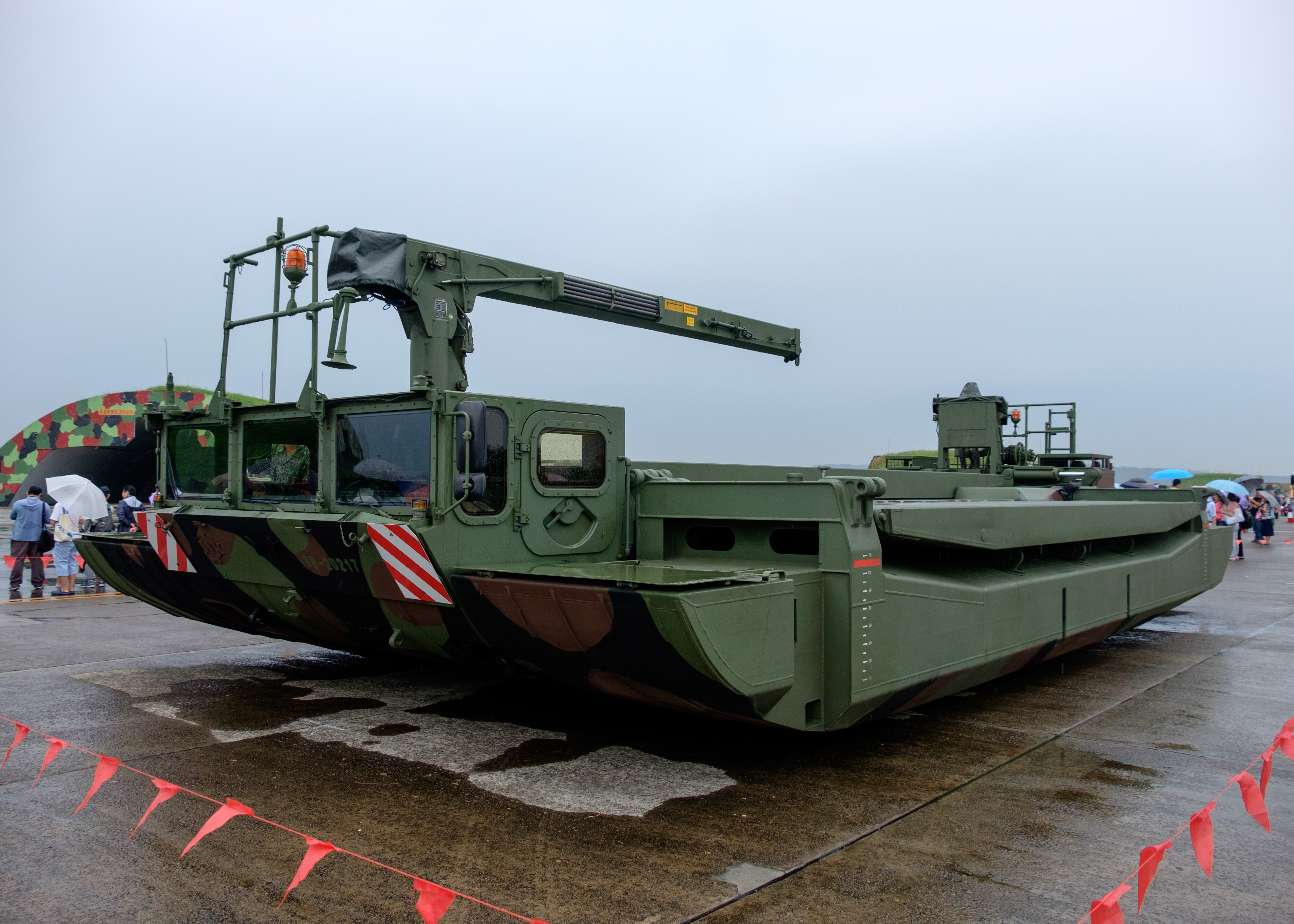
Taiwanese M3G in ‘vaarstand’
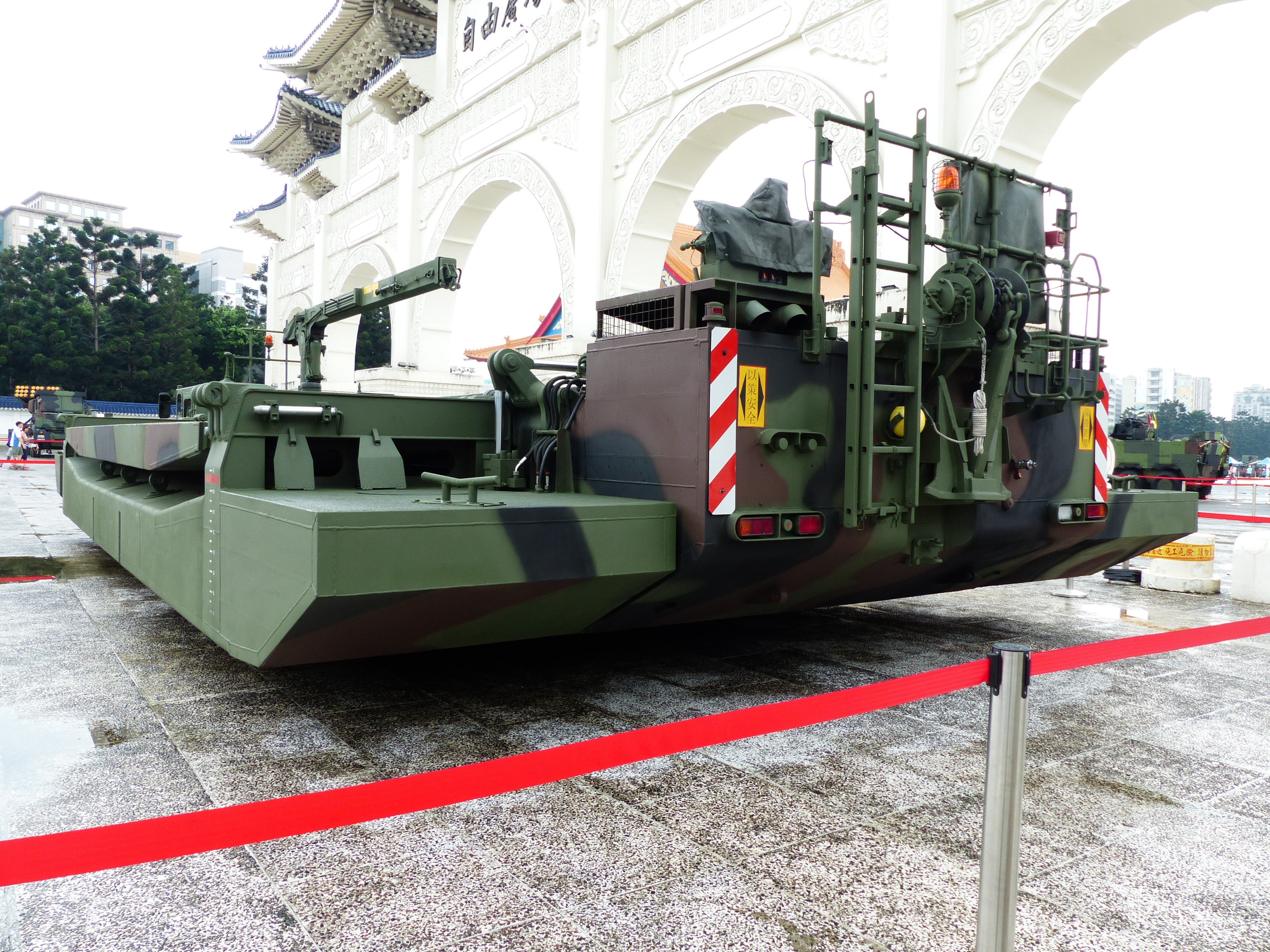
Taiwanese M3G in ‘vaarstand’ voor de Herdenkingshal van Chiang Kai-shek. De stuurstand is afgedekt.
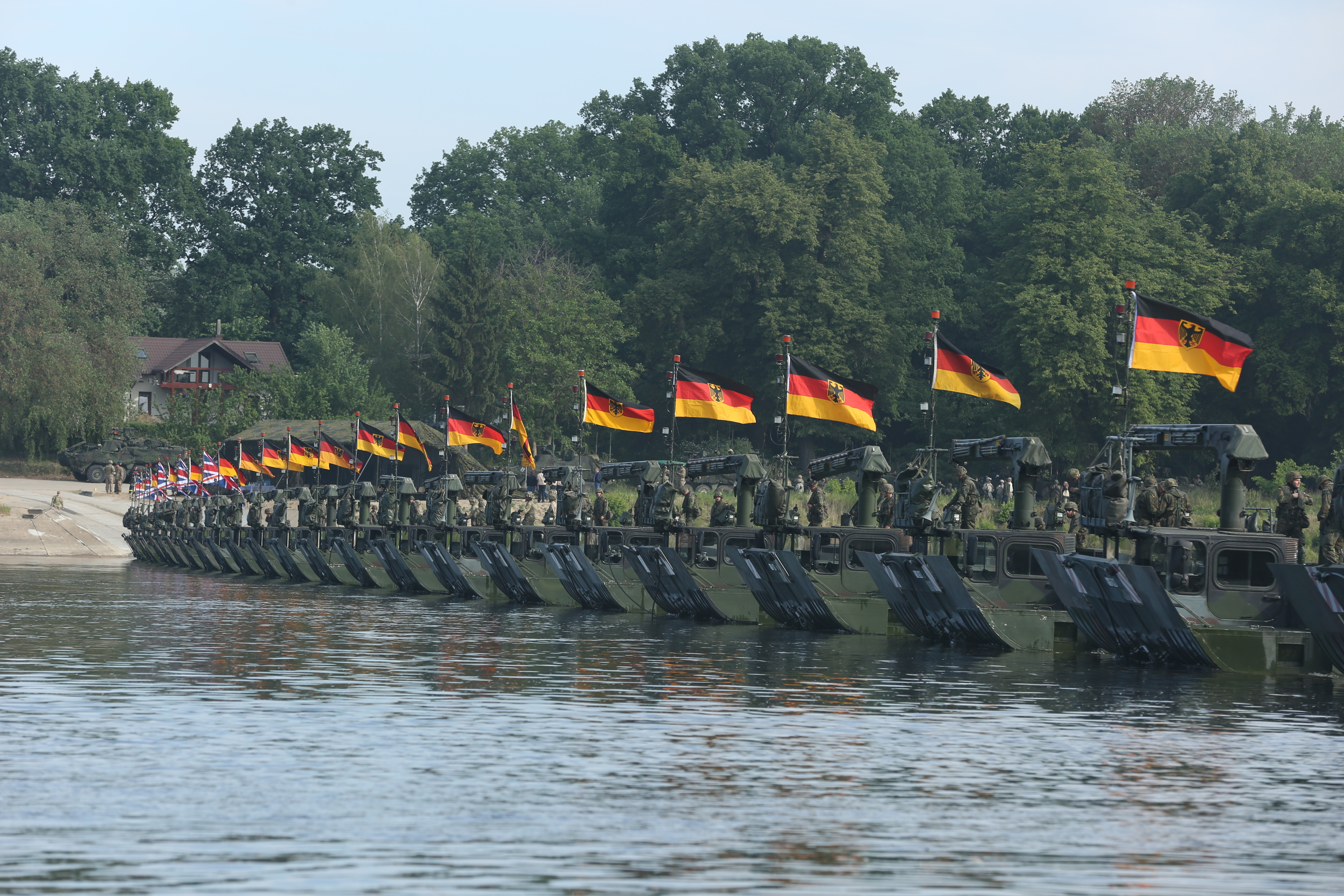
De 350 meter lange pontonbrug van 28 M3's over de Weichsel
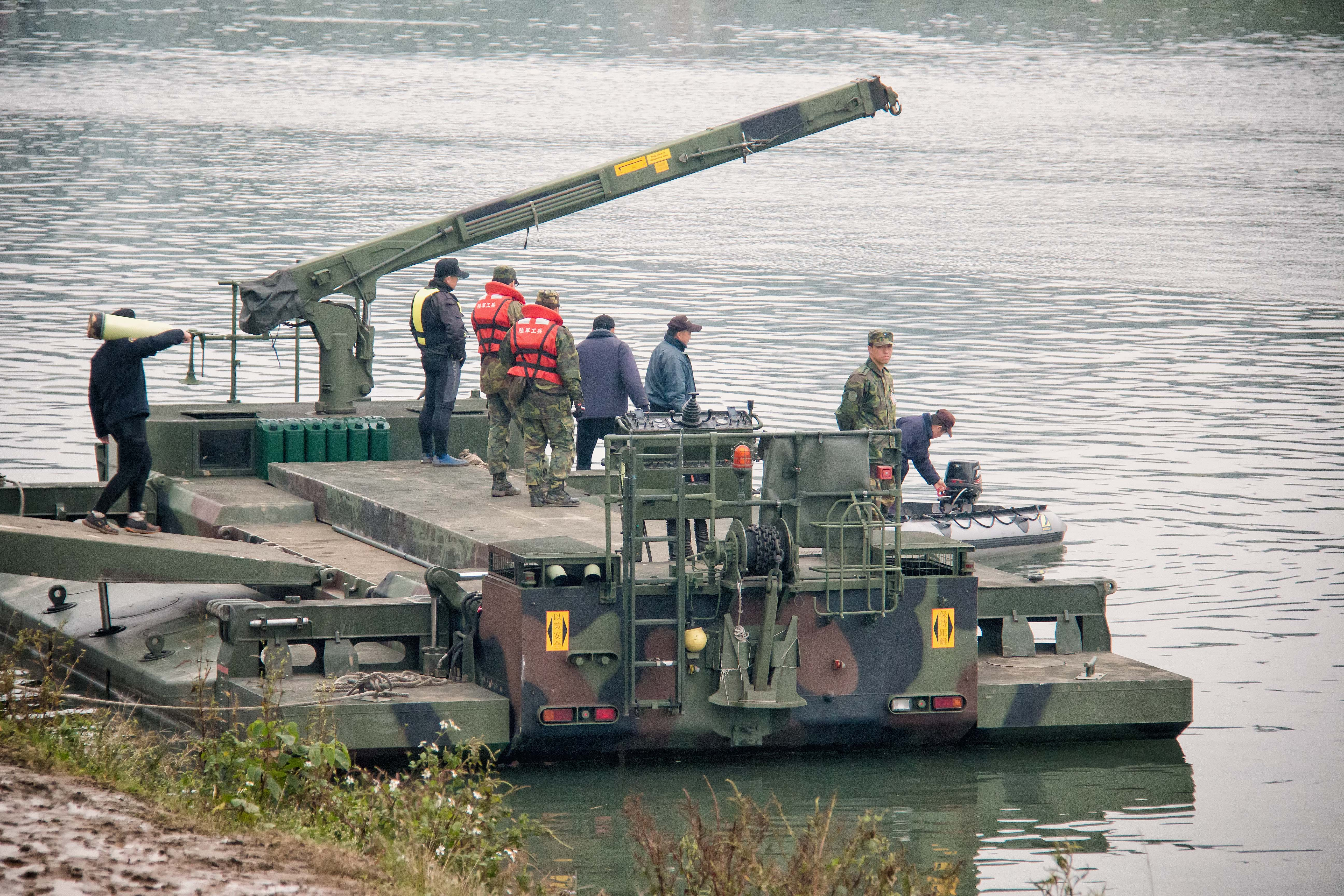
M3 op het water
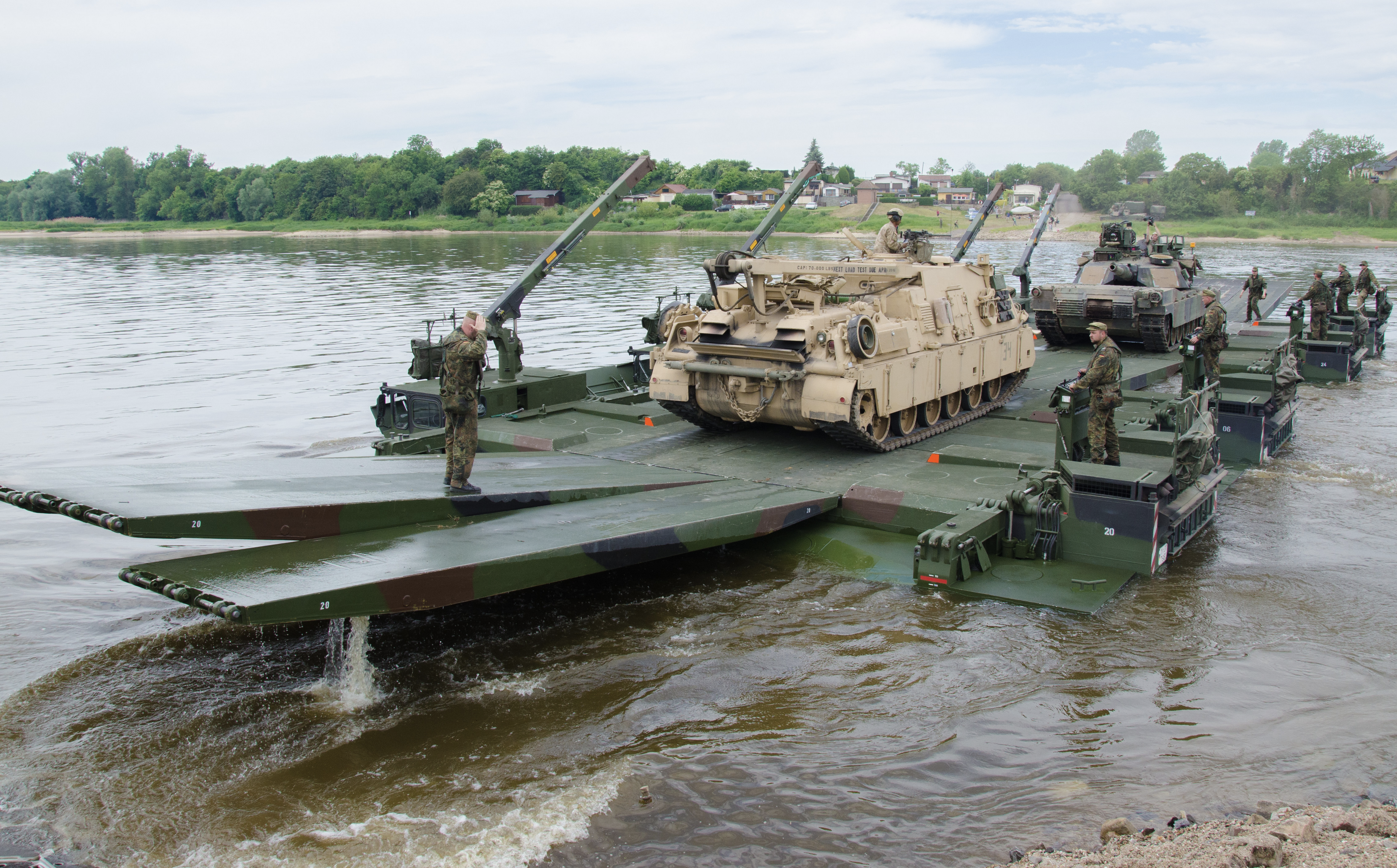
Veer van 4 M3’s met Amerikaanse M1 Abrams en M88A2 Hercules bergingstank
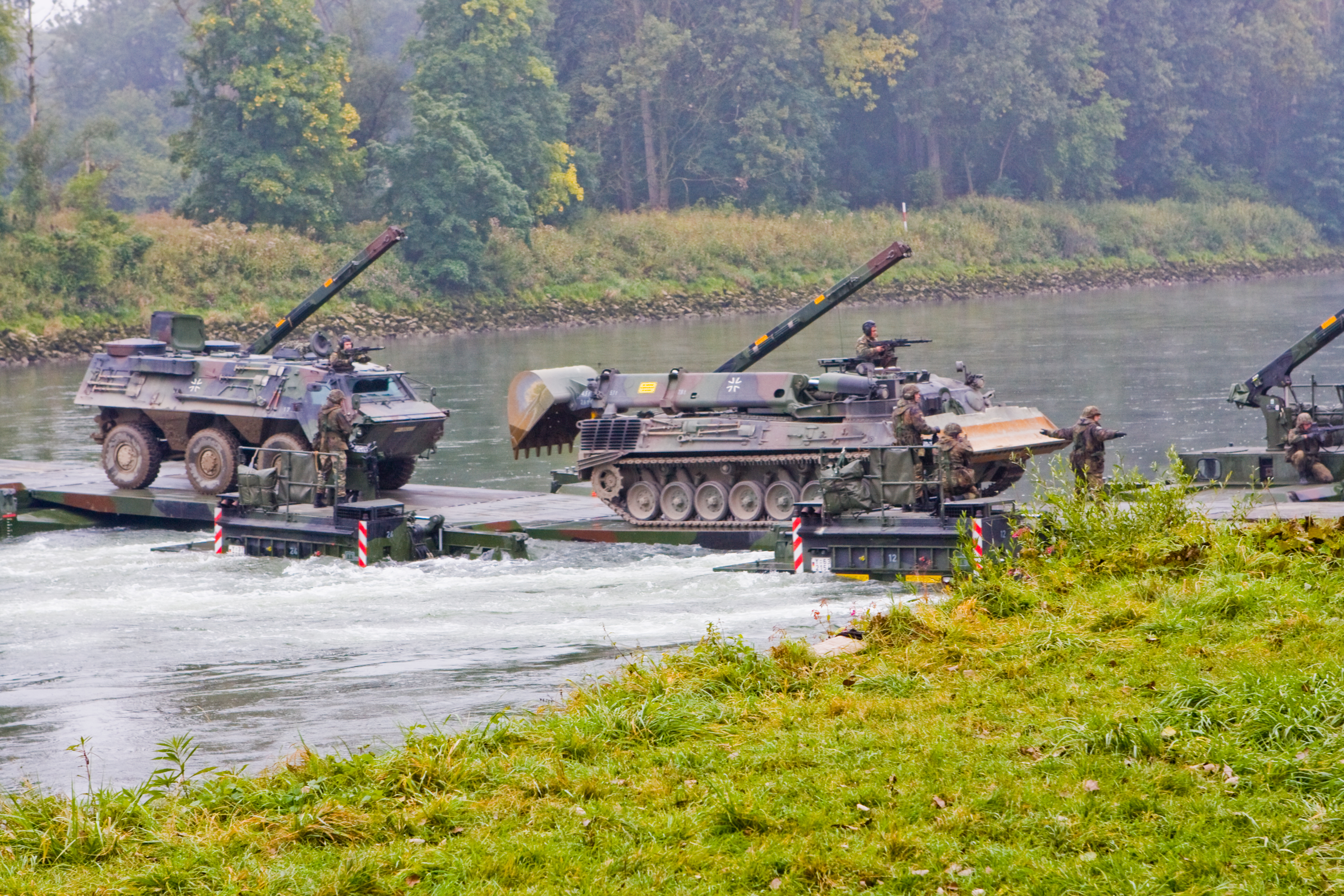
Duitse Fuchs pantserwagen en Leopard 1 Genietank steken een brug van M3's over

### M3 op YouTube
- (de)  Bundeswehr, 7 apr 2011, Amphibie M3 – Eine fahrende Brücke der Bundeswehr op YouTube
- (en) Engine Porn, 10 mrt 2016, M3 Amphibious Rig … World’s greatest pontoon bridge?, minidoc gepresenteerd door Chris Barrie op Youtube
- (de)  Bundeswehr, 5 jul 2017, 60 Sekunden Bundeswehr: Amphibie M3 op YouTube
- HD1080ide, 4 mei 2019, Bridge and Ferry System Amphibious M3: Assembling on ground op YouTube (goed te zien zijn de plunjers, lig- en ophangplekken rijplaten en, 2 vierkante dakluiken)
- (de) Cors, D., 7 oktober 2019, Ausbildungslehrübung (ALÜ) 2019 in Minden - Angriff über ein Gewässer op YouTube
- ShipTV, 7 mei 2021, Amphibienfahrzeug M3 auf der Weser - Übungen mit den Schwimmbrücken Riesen der Bundeswehr op YouTube
- (de)  Bundeswehr, 19 jul 2021, Brücken bauen wo keine mehr sind - Amphibie M3 im Einsatz op YouTube
- (de) Bad Bonsai, 5 mei 2022 Warum nutzt die Bundeswehr zwei Brückensysteme? Faltschwimmbrücke und Amphibie M3 kurz vorgestellt op Youtube
- Bad Bonsai, YouTube 5 mei 2022 Gewässerübergang mit Amphibie M3 -Schwimmschnellbrücke - Bundeswehr Brückenpioniere im Einsatz op Youtube